# Ferno
Ferno é uma comuna italiana da região da Lombardia, província de Varese, com cerca de 6.364 habitantes. Estende-se por uma área de 8 km², tendo uma densidade populacional de 796 hab/km². Faz fronteira com Lonate Pozzolo, Samarate, Somma Lombardo, Vizzola Ticino.

## Demografia
| Variação demográfica do município entre 1861 e 2011                               |
|                                                                                   |
| Fonte: Istituto Nazionale di Statistica (ISTAT) - Elaboração gráfica da Wikipedia |